# Old Hop
Old Hop (ca. 1690 – 1760), Kanagatucko eller Connecorte var cherokeserstammens tredje officielle overhøvding. De engelske kolonister kaldte ham Big Hop og senere Old Hop fordi han var halt. 
Old Hop var muligvis søn af Amatoya Moytoy af Chota og dermed bror til stammens første overhøvding, Moytoy, men dette er ikke helt sikkert, da kilderne har en tendens til at sammenblande stammens første høvdinge, og tro, at de alle var i familie med hinanden. En enkelt kilde mener at han var bror til høvdingene Old Tassel og Doublehead, men det er næppe sandsynligt, da han i givet fald skulle være omkring 30 år ældre end sine brødre. Old Tassel og Doublehead var sønner af Moytoys datter, Nancy Moytoy og Old Hop har snarere været deres onkel på mødrene side. Når Old Tassel senere blev overhøvding, giver det god mening, idet cherokeserstammen havde et matrilineart system, hvor et barns nærmeste mandlige slægtning var hans mors bror.
Han afløste under alle omstændigheder Moytoys søn Amouskositte i 1753, men havde allerede fungeret som overhøvding i praksis i en årrække, da kun en lille del af stammens medlemmer anerkendte Amouskositte som overhøvding. 
Old Hop var formodentlig den første, som faktisk forenede alle stammens grupper under sit styre. Hans to forgængere havde mere været overhøvdinge af navn end af gavn, og havde været det på Englands præmisser mere end på stammens. Han var franskvenlig og lagde i stor udstrækning afstand mellem stammen og de engelske kolonister, hvilket førte til flere slag.
Old Hop døde muligvis under cherokesernes belejring af det engelske Fort Loudon i Tennessee. Han blev afløst af sin nevø, Standing Turkey eller Cunne Shote og han var ligeledes onkel til Standing Turkeys afløser Attacullaculla, der blev en af stammens mest kendte fredshøvdinge.
Old Hops regeringstid var præget af overhøvdingens evne til at samle stridende fraktioner i stammen og skabe enighed mellem disse. Han traf sjældent beslutninger selv, men traf dem normalt altid i samråd med stammerådet og han sørgede altid for at være velunderrettet inden han tog en beslutning.